# Mauri B59 Ansaldo
Pour les articles homonymes, voir B59 et Ansaldo (homonymie).
Le trolleybus Mauri B59 Ansaldo est un véhicule réalisé en Suède, sur un châssis Volvo B59, au milieu des années 1970, en association avec le carrossier italien Mauri Bus System et une mécanique et motorisation électrique Ansaldo.

## Caractéristiques
Ce trolleybus a une longueur de 12 mètres avec une conduite à gauche. Il dispose de trois portes latérales conformément au cahier des charges en vigueur en Italie. Il était fabriqué par Volvo directement dans la livrée aux couleurs des bus urbains italiens, orange-ministériel, avec une carrosserie fournie par Mauri Bus System et un ensemble mécanique et électrique Ansaldo. Le nombre de personnes transportées est de 98.

## Diffusion
Ce modèle n'a pas connu une grosse diffusion en Italie, seules deux compagnies de transports urbains ont inséré ce véhicule dans leur parc : "TRAM Servizi" de Rimini et "KM" de Crémone.

### Rimini, Trolleybus Rimini - Riccione
Quelques exemplaires, 17 au total dont les 2 prototypes du projet, ont été livrés à la société de transports de Rimini, « ATAM » entre 1976 et 1978. Ces véhicules sont quasiment encore tous en service - 13 sur 17 - sur l'unique ligne de trolleybus de la ville, la ligne 11 de Rimini à Riccione, le long de la côte adriatique.

### Crémone
La société des transports de la ville de Crémone, « AEM » avait commandé 8 trolleybus en 1980 qui sont restés en service jusqu'à l'arrêt de l'exploitation de la ligne

## Conservation
- « TRAM » a stocké dans ses ateliers à Rimini 4 véhicules qui servent de stock de pièces détachées pour la maintenance des véhicules en service, tandis que "KM" de Crémone a remis en état et en conserve un exemplaire.